# Ružindol
Ružindol (allemand : Rosental bei Dürrnbach ) est un village de Slovaquie situé dans la région de Trnava.

## Histoire
Première mention écrite du village en 1352.

## Démographie

### Évolution de la population
| Année:               | 1994. | 2004.   | 2014.    | 2024.   |
| -------------------- | ----- | ------- | -------- | ------- |
| Nombre de personnes: | 1206  | 1292    | 1603     | 1726    |
| Différence:          |       | +7,13 % | +24,07 % | +7,67 % |

| Année:               | 2023. | 2024.   |
| -------------------- | ----- | ------- |
| Nombre de personnes: | 1746  | 1726    |
| Différence:          |       | -1,14 % |